# Campylorhamphus
Genre
Le genre Campylorhamphus regroupe des oiseaux appelés grimpars, endémiques d'Amérique Centrale et du Sud. Ils ne sont pas présents dans les Caraïbes.

## Liste des espèces
D'après la classification de référence (version 14.1, 2024) du Congrès ornithologique international (ordre phylogénique) :
- Campylorhamphus trochilirostris — Grimpar à bec rouge
- Campylorhamphus falcularius — Grimpar à bec en faux
- Campylorhamphus procurvoides — Grimpar à bec courbe
- Campylorhamphus probatus — Grimpar de Cardoso
- Campylorhamphus multostriatus — Grimpar du Xingu
- Campylorhamphus pusillus — Grimpar à bec brun